# Орідоно-Мару
Орідоно-Мару — транспортне судно, яке під час Другої світової війни брало участь у операціях японських збройних сил на Тихому океані. 
Судно спорудили в 1917 році на верфі Mitsibishi Zosen Kaisha у Кобе для компанії Tatsuuma Kisen.
Відомо, що 13 – 16 грудня воно прослідувало з порту Камрань (центральна частина узбережжя В’єтнаму) до таїландської Сінгори (східне узбережжя півострова Малакка) в конвої, що перевозив бійців 5-ї піхотної дивізії (японці висадились у Сінгорі вже в день нападу на Перл-Гарбор).
11 травня 1942-го «Орідоно-Мару» в районі Сурабаї (головна база на сході острова Ява) підірвалось на міні японського загородження та затонуло.